# NGC 4563
NGC 4563 (również PGC 42030) – galaktyka spiralna (S), znajdująca się w gwiazdozbiorze Warkocza Bereniki. Odkrył ją Heinrich Louis d’Arrest 13 kwietnia 1864 roku.